# Skatval
Skatval er et sogn og en bygd i Stjørdal kommune i Trøndelag fylke i det centrale Norge. Geografisk er Skatval en halvø i Trondheimsfjorden og udgør den nordvestlige del af kommunen. Den 1. januar 2014 havde Skatval sogn 2 863 indbyggere.
Sognet udgør 97,9 km². Der er maksimalt 11,5 km fra nord til syd og 18 km fra øst til vest. Kystlinjen rundt om Skatval, eksklusive holmer og skær, er 18 km lang. Det meste af Skatval ligger ca. 100 m over havniveau.
Traditionelt har jordbruget været det fremmeste erhverv på Skatval, der havde landets største kornproduktion per indbygger i 1940'erne. Skatval er forbundet med erhvervsområderne i Trondheim og Innherred via E6 og Nordlandsbanen.
Efter at Nedre Stjørdalen herred blev delt i 1902, blev Skatval et selvstændigt herred (kommune) med 2 125 indbyggere. Grænserne sammenfaldt med sognet. I 1962 blev Skatval, Lånke, Stjørdal og Hegra kommuner slået sammen til den nye Stjørdal kommune.
Steinvikholm Slot ligger i Skatval.

## Kendte personer fra Skatval
- Håvard Alstadheim (1936–1998), politiker for Venstre
- Marit Arnstad (1962–), politiker for Senterpartiet
- Brit Sandaune (1972–), landsholdsspiller i fodbold